# Manuel Ibáñez Ubach
Manuel Ibáñez Ubach (Copons?, Anoia, cap a 1800 - Berga?, 1839?), més conegut com el Llarg de Copons, va ser un dels principals caps militars dels carlins de Catalunya durant la Primera Guerra Carlina (1833-40).
Participà en l'alçament dels malcontents (1826-1827), cosa que li suposà ser tancat a presidi a Ceuta pel comte d'Espanya, més tard company d'armes a la Primera Guerra Carlina.
Amnistiat el 1832, el 1838 fou nomenat comandant del corregiment amb Maties de Vall i Josep Masgoret i Marcó. Poc després va liderar els carlins a la batalla de Morell i Vilallonga del Camp, durant la qual 133 persones van perdre la vida, la majoria, de la milícia nacional de Reus.